# Doro Pesch
Dorothee Pesch (Dusseldórfia, 3 de junho de 1964), mais conhecida como Doro Pesch é uma cantora, compositora e produtora musical alemã. Foi vocalista da banda de heavy metal Warlock e uma das poucas cantoras de metal dos anos 80. Depois de diversas mudanças na banda e Doro ter sido a única membro da formação original, o Force Majeure que seria o quinto álbum da banda foi lançado somente sob o nome Doro, deixando de se chamar Warlock e dando início à sua carreira solo. É considerada a Rainha do Metal.

## Biografia
A primeira gravação produzida por Doro foi um demo de 7 faixas com uma de suas primeiras bandas, Snakebite, em 1980. Em 1981 ela se tornou membro da banda Beast, mas em 1982 deixou a banda para ingressar na Warlock. Em 1987, depois do quarto álbum da Warlock, Triumph and Agony, e depois de muitas mudanças na formação da banda, Doro Pesch permaneceu como o única membro original da Warlock. Em 1989, a banda lança seu quinto álbum Force Majeure.
Seu contrato de dez anos com a Polygram expirou em 1995, quando ela assinou com a WEA (agora Warner Music Group). Em 1995, Doro fez sua primeira atuação em um programa de televisão alemão chamado "Verbotene Liebe" (Amor Proibido). Depois da turnê "Love Me In Black" em 1998, Doro rompeu com a WEA e assinou com a SPV Steamhammer, e recentemente com a AFM Records. Ela também assinou um acordo dos EUA. Em 2000, ela cantou uma balada com Lemmy chamada "Alone Again", no álbum Calling the Wild.
Em 2001, ela teve uma aparição no festival Wacken Open Air e cantou a música "Too Drunk to Fuck" com o Holy Moses. Em 2002, ela compôs a música Fight para a amiga Regina Halmich. No ano de 2003, ela cantou ao lado do vocalista Udo Dirkschneider com a banda U.D.O. Doro Pesch lançou a canção "Dancing with an Angel". Ela cantou ao vivo no Ministry-Antella, Florença, na Itália, em 25 de março de 2006 com Jorn Lande, tocando a música "All We Are".
Em 2004, Doro estava ao vivo no palco com Dirk Bach tocando a música "Gimme Gimme Gimme" do Abba Mania Show da RTL Television. Ela se apresentou com Blaze Bayley cantando uma versão clássica ao vivo de Fear of the Dark, no Wacken Open Air com cordas e guitarras acústicas. Fez um dueto com o Twisted Sister em seu álbum A Twisted Christmas, ela cantou a parte alemã da "White Christmas". No mesmo ano foi lançado o álbum "Classic Diamonds", regravando alguns de seus antigos sucessos, com a participação da The Classic Night Orchestra.
Ela assinou recentemente com a AFM Records. Em 2006, Doro interpretou a personagem "Meha" no "Anuk-Der Weg des Kriegers", filme rodado na Suíça e dirigido por Luke Gasser. Doro foi a cantora convidada no álbum After Forever da banda After Forever, acrescentando sua voz na música "Who I Am". No mesmo ano Doro passou pelo Brasil pela primeira vez no festival metálico Live'N'Louder. O show ocorreu na cidade de São Paulo, no dia 14 de Outubro de 2006.
Em 27 de junho de 2007, Doro foi no primeiro vôo do festival de metal Flight of the Valkyries, em St. Paul nos EUA. Ela cantou ao vivo no Metal Female Voices Fest 5 na Bélgica em 19 de outubro de 2007, e interpretou a canção "All We Are", com Sabina Classen do Holy Moses.
Mais recentemente ela foi tocada ao vivo no Magic Circle Festival 2008. Ela também gravou os vocais da faixa "The Seer", com Tarja Turunen em sua edição limitada "The Seer EP". Em 13 de dezembro de 2008 ela se apresentou com o Scorpions, a banda do clássico "Rock You Like a Hurricane" e cantou com Klaus Meine a música "Big City Nights".
Também em dezembro de 2008 a gravadora Pure Steel Records lançou o primeiro tributo oficial ao Warlock e a Doro.
Em 2009 ela escreveu o "Wacken Anthem" para o 20º aniversário do festival Wacken Open Air. A canção foi lançada em 30 de julho de 2009 no "W:O:A" e foi realizada por ela e a banda Skyline do ex-organizador do Wacken Thomas Jensen. Em 2009, Doro também visitou o Reino Unido com a banda Saxon.
Doro também cantou para Saltatio Mortis os vocais de fundo para "Salome" juntamente com Alea.
Em 17 de novembro de 2014, a banda brasileira de power metal Angra anunciou que ela faria uma participação especial no oitavo disco de estúdio deles, Secret Garden, mais precisamente na faixa "Crushing Room". Apresentaram-se juntos na 6ª edição do Rock in Rio em 19 de setembro de 2015

## Integrantes

### Membros
- Doro Pesch - Vocal
- Nick Douglas (1990–presente) - Baixo
- Johnny Dee (1991–presente) - Bateria
- Bas Maas (2008–presente) - Guitarra
- Luca Princiotta (2009–presente) - Guitarra, teclado

### Ex-membros
- Jon Levin (1988–1989) - Guitarra
- Tommy Henriksen (1988–1989) - Baixo
- Bobby Rondinelli (1988–1989) - Bateria
- Michael Shawn (1990) - Guitarra
- Jeff Bruno (1990) - Teclado
- Tony Mae (1990) - Bateria
- EJ Curse (1990) - Baixo
- Paul Morris (1991–1992) - Teclado
- Micheal Tyrell (1991–1992) - Guitarra
- Jimmy DiLella (1992 - ???) - Guitarra, teclado
- Mario Parillo (2000–2001) - Guitarra, teclado
- Joe Taylor (1990–2009) - Guitarra
- Oliver Palotai (2001–2009) - Guitarra, teclado
- Robert Katrikh (2010) - Guitarra
- Harrison Young (2010) - Guitarra, teclado

## Discografia

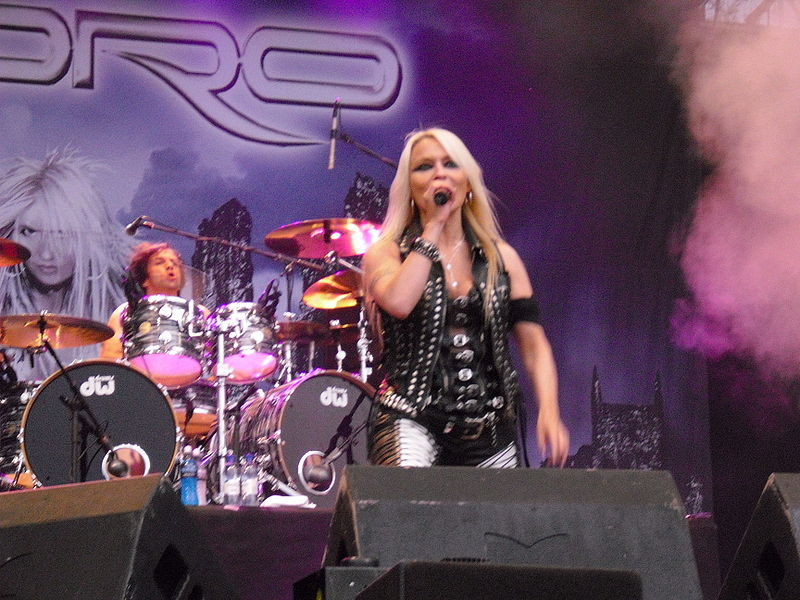
Doro ao vivo no Norway Rock Festival em 2009

### Álbuns de estúdio
- Force Majeure - 1989
- Doro - 1990
- True at Heart - 1991
- Angels Never Die - 1993
- Machine II Machine - 1995
- Love Me in Black - 1998
- Calling the Wild - 2000
- Fight - 2002
- Classic Diamonds - 2004
- Warrior Soul - 2006
- Fear No Evil - 2009
- Raise Your Fist - 2012
- Strong and Proud (2016)